# 佩塔尔·波罗比奇
佩塔尔·波罗比奇（羅馬化：Petar Porobić，1957年5月28日—2023年10月9日），黑山水球运动员、教练。他曾带领黑山国家队参加2008年夏季奥林匹克运动会水球比赛，获得第四名，执教塞黑队获2005年世锦赛冠军。他也曾执教中国国家女子水球队，获东京奥运会第8名。2023年，波罗比奇带领中国国家男子水球队在2022年杭州亚运会获得银牌，决赛结束后的第二天，在返回欧洲的航班上因突发心脏病离世。